# Saint-Romain-la-Virvée
 Saint-Romain-la-Virvée  là một xã thuộc tỉnh Gironde trong vùng Aquitaine tây nam nước Pháp. Xã này nằm ở khu vực có độ cao từ 2-63 mét trên mực nước biển.